# Takayasu Takayuki
Takayasu Takayuki (sinh ngày 25 tháng 9 năm 2001) là một cầu thủ bóng đá người Nhật Bản.

## Sự nghiệp câu lạc bộ
Takayasu Takayuki hiện đang chơi cho Zweigen Kanazawa.